# Піскошине
Піско́шине (Підскошине) — село в Україні, у Мелітопольському районі Запорізької області. Входить до складу Веселівської селищної громади. Населення становить 544 осіб. Колишній орган місцевого самоврядування — Менчикурівська сільська рада.

## Географія
Село Піскошине розташоване на відстані 6 км від села Менчикури. Через село проходить автомобільна дорога Т 0805.
У селі є вулиці: Зарічна, Зелена, Миру, Молодіжна, Степова, Центральна, Шкільна та Яковенка.

## Історія
Піскошине — село, утворене на землі рангової дачі капітана І. С. Поскочина, який командував загонами російських суден при визволенні з турецького ярма грецького острова Кефалонія 17 жовтня 1798 року.
Першими мешканцями в 1817 році стали сто сімей державних селян з села Білозерки, до яких після земельної реформи 1861 року прибули козаки з Роменського повіту Полтавської губернії.
Станом на 1886 рік в селі Веселівської волості Мелітопольського повіту Таврійської губернії мешкало 586 осіб, налічувалось 98 дворів, існував молитовний будинок.
7 (20) листопада 1917 року, відповідно до Третього Універсалу Української Центральної Ради, увійшло до складу Української Народної Республіки.
29 жовтня 1943 року звільнене від нацистської Німеччини.
У 1962—1965 роках належало до Михайлівського району Запорізької області, відтак у складі Веселівського району.
12 червня 2020 року, відповідно до розпорядження Кабінету Міністрів України № 713-р «Про визначення адміністративних центрів та затвердження територій територіальних громад Запорізької області», увійшло до складу Веселівської селищної громади.
19 липня 2020 року, в результаті адміністративно-територіальної реформи та ліквідації  Веселівського району увійшло до складу Мелітопольського району.

## Населення
За переписом населення України 2001 року в селі мешкали 544 особи.

### Мова
Розподіл населення за рідною мовою за даними перепису 2001 року:
| Мова       | Відсоток |
| ---------- | -------- |
| українська | 93,38 %  |
| російська  | 5,33 %   |
| молдовська | 1,29 %   |

## Релігія
У селі є парафія та храм святого Миколая, що належать до Веселівського благочиння Запорізької єпархії Православної Церкви України.

## Економіка
- «Дружба», сільськогосподарське ТОВ.

## Об'єкти соціальної сфери
- Школа I—II ст.
- Фельдшерсько-акушерський пункт.

## Відомі люди
- Яковенко Олександр Свиридович (1913—1944) — молодший сержант, танкіст, учасник Другої світової війни, загинув в бою біля Любліна (Польща), посмертно удостоєний звання Герой Радянського Союзу. Одна з вулиць його рідного села названа на його честь.